# District Hunedoara
Hunedoara is een Roemeens district (județ) in de regio
Transsylvanië, met als hoofdstad Deva (77.259 inwoners).
De gangbare afkorting voor het district is HN. Het district komt ongeveer overeen met het middeleeuwse Hongaarse comitaat Hunyad.

## Demografie
In het jaar 2002 had Hunedoara 485.712 inwoners en een bevolkingsdichtheid van 69 inwoners per km².

## Bevolkingsgroepen
De Roemenen zijn de meerderheid met 92% van de inwoners.
De Hongaarse minderheid bedraagt 5,20%, andere minderheden zijn de Roma's (2%) en de Duitsers (minder dan 1%).

### Hongaarse gemeenschap
De grootste groep Hongaren (circa 4400) zijn te vinden in Deva. Daarnaast wonen er ook veel Hongaren in Hunedoara en Petrosani in de Jiu vallei. Op het platteland zijn twee dorpen te vinden met een Hongaarse meerderheid; Cristur (Csernakeresztúr, gemeente Deva (Roemenië)) en Jeledinţi (Lozsád, Gemeente Mărtinești). Verder wonen er Hongaren in de gemeenten Hărău, Bacia, Soimus en Vetel. Deze dorpen zijn deel van de streek Marosmente. De Hongaarse minderheid is bedreigd in haar bestaan. In de dorpen sterven de laatste Hongaren uit en de kleine Hongaars Gereformeerde Kerkjes wacht verval.

## Geografie
Het district heeft een oppervlakte van 7063 km². Het district wordt door de rivier Mureș doortrokken en is buitengewoon heuvellachtig. In het noorden van het district is het Apusenigebergte, in het oosten treffen we er de bergen van Orăștie aan, in het westen de bergen van Poiana Ruscai, gevolgd door de bergen van Retezat, Godeanu, Vîlcan en Parîng in het westen.

## Geschiedenis
In de 13e eeuw werd Hunedoara een bestuurlijk district, het comitaat Hunyad binnen het koninkrijk Hongarije. De daaropvolgende eeuw was het district het strijdtoneel van gevechten tegen de binnentrekkende Ottomanen, de opstand van de Roemeense horigen (landarbeiders), geleid door Horea, Cloșca en Crișan in 1784 en de revolutie van 1848, geleid door Avram Iancu. In 1920 en 1929 (laatst genoemde jaar in Lupeni, geleid door de Roemeense Communistische Partij) vonden er buitengewone mijnstakingen plaats.

## Aangrenzende districten
- Alba in het oosten
- Arad in het noordwesten
- Timiș in het westen
- Caraș-Severin in het zuidwesten
- Gorj in het zuiden

## Stedelijke gemeenten
- Brad
- Deva (hoofdstad)
- Hunedoara
- Lupeni
- Orăștie
- Petroșani
- Vulcan

## Kleinsteedse gemeenten
- Aninoasa
- Călan
- Geoagiu-Băi
- Hațeg
- Petrila
- Simeria
- Uricani

## plattelandsgemeenten (comună), en -dorpen
| - Aurel Vlaicu - Baia de Criș - Balșa - Bănița - Baru - Băcia - Băița - Bătrâna - Beriu - Blăjeni - Boholț - Boșorod - Brănișca - Bretea Română - Buceș - Bucureșci - Bulzeștii de Sus - Bunila | - Burjuc - Cerbăl - Certeju de Sus - Cârjiți - Cîmpu Lui Neag - Cioclovina - Clopotiva - Crișan (Hunedoara) - Crișcior - Crivadia - Densuș - Dobra - General Berthelot - Ghelari - Gurasada - Hărău - Ilia | - Lăpugiu de Jos - Lelese - Leșnic - Lunca Cernii de Jos - Luncani - Luncoiu de Jos - Mărtinești - Nălați-Vad - Orăștioara de Sus - Peștera - Pestișu Mic - Pui - Rapoltu Mare - Răchitova - Rîbița - Rîu-Bărbat - Rîu de Mori - Romos | - Sarmizegetusa - Sălașu de Sus - Silvașu de Sus - Sîntămăria-Orlea - Șoimuș - Strei - Streisîngeorgiu - Țebea - Teliucu Inferior - Tomești (Hunedoara, Roemenië) - Toplița - Totești - Turdaș - Vața de Jos - Vălișoara - Vețel - Vorța - Zam |